# Piotr Barczyński
Piotr Barczyński (ur. 12 marca 1948 w Poznaniu, zm. 2 lipca 2019 tamże) – polski chemik, dr hab. nauk chemicznych, profesor nadzwyczajny Pracowni Chemii Związków Heterocyklicznych Wydziału Chemii Uniwersytetu im. Adama Mickiewicza w Poznaniu.

## Życiorys
Syn Klemensa i Józefy. W 1970 uzyskał tytuł magistra, natomiast 28 lutego 1977 obronił pracę doktorską pt. Spektroskopowe badania wiązań typu N-H w związkach heterocyklicznych, otrzymując doktorat, a 6 października 2000 uzyskał stopień doktora habilitowanego w zakresie nauk chemicznych na podstawie rozprawy zatytułowanej Równowagi kwasowo-zasadowe w kompleksach pirydyn i ich pochodnych z wiązaniem wodorowym. W 2008 otrzymał nominację profesorską.
Pełnił funkcję profesora nadzwyczajnego w Pracowni Chemii Związków Heterocyklicznych na Wydziale Chemii Uniwersytetu im. Adama Mickiewicza w Poznaniu.

## Publikacje
- Spectroscopic Characterization of Ln (III) Mixed Ligand Complexes[1]
- 2000: Aqueous Basicity and Proton Affinity of Zwitterionic Omega-(N-methylpiperiine)alkanocarboxylates and Omega-(N-piperidine)-alkanocarboxylic Acids[1]
- 2016: Structure, spectroscopy and DFT calculations of 1,2-di(3-hydroxymethylpyridinium)ethane dibromide[1]
- 2018: Spectroscopic, structural and theoretical investigation of 1,3-bis(3-hydroxymethylpyridinium)-propane dibromide, tetrabromozincate and tetrabromocuprate[1]